# Blank knöllav
Blank knöllav (Placopsis lambii) är en lavart som beskrevs av Hertel & V. Wirth. Blank knöllav ingår i släktet Placopsis och familjen Trapeliaceae.  Arten är reproducerande i Sverige. Inga underarter finns listade i Catalogue of Life.